# Tratatul de la Roma
Tratatul de la Roma se referă la tratatul prin care a fost instituită Comunitatea Economică Europeană (CEE) și a fost semnat de Franța, Germania de Vest, Olanda, Italia, Belgia și Luxemburg la 25 martie 1957. Inițial, numele complet al tratatului era Tratat de instituire a Comunității Economice Europene. Totuși, Tratatul de la Maastricht l-a amendat eliminând, printre alte lucruri, cuvântul "Economic" atât din numele comunității cât și al tratatului. Din acest motiv tratatul este denumit de cele mai multe ori Tratat de instituire a Comunității Europene sau Tratatul CE.
În aceași zi a mai fost semnat un tratat care instituia Comunitatea Europeană a Energiei Atomice (CEEA, Euratom) : cele două tratate, împreună cu Tratatul de instituire a Comunității Europene a Cărbunelui și Oțelului, care a expirat în 2002, au devenit Tratatele de la Roma. Atât Tratatul de la Roma, cât și Tratatul CEEA au intrat în vigoare la 1 ianuarie 1958.
Tratatul inițial a fost modificat de către toate tratatele ulterioare; Tratatul de la Nisa a încercat să consolideze toate tratatele într-un singur document, dar Tratatul CE a rămas o secțiune de sine stătătoare în cadrul acestuia. 
Deși intrarea în vigoare în 1993 a Tratatului de instituire a Uniunii Europene a fost un nou pas in direcția integrării europene, luarea majorității deciziilor în cadrul Uniunii se face încă după baza legală a Tratatului CE, care rămâne principală sursă a legislației comunitare.

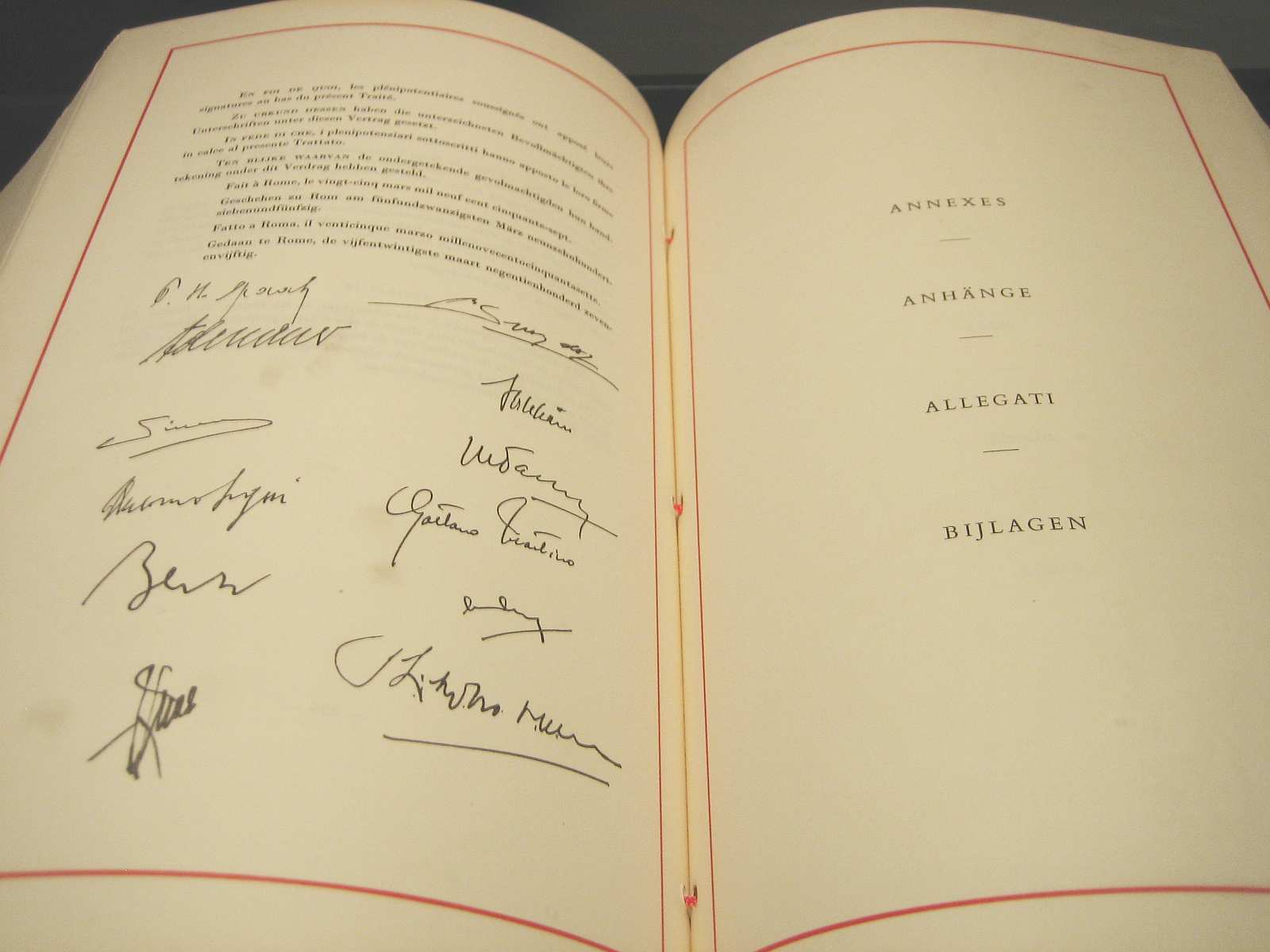
Pagina de semnături a Tratatului de la Roma

Tratatul a fost semnat de către următorii: 
- Paul-Henri Spaak și J. Ch. Snoy et d'Oppuers din partea Belgiei.
- Konrad Adenauer și Walter Hallstein din partea Germaniei.
- Christian Pineau și Maurice Faure din partea Franței.
- Antonio Segni și Gaetano Martino din partea Italiei.
- Joseph Bech și Lambert Schaus din partea Luxemburgului.
- Joseph Luns și J. Linthorst Homan din partea Olandei.

La Messina, în 1955, miniștrii de externe au convenit asupra concentrării atenției spre integrarea economică și conștientizarea faptului că scăderea tarifelor vamale între cei 6 le va stimula relațiile comerciale și dezvoltarea economică. 
Obiectivul Tratatului de la Roma era integrarea economiei comune, crearea unei piețe comune, instituirea celor "4 libertăți", excluderea oricărei discriminări naționale. Pentru a funcționa însă, avea nevoie de un fundament juridic, erau necesare armonizări legislative, astfel, rolul Curții Europene de Justiție se arăta extrem de important. 
Implicații teoretice ale acestui tratat: odată cu piața comună se naște societatea civilă europeană. Statul nu mai este subiectul suveran pe propriul teritoriu întrucât piața comună trebuie să funcționeze pe dimensiunea supranațională, doar așa poate fi eficientă. Astfel iese în evidență primatul dreptului comunitar asupra dreptului național. Totodată spectrul CEE este mai larg decât CECO, care avea în centru ideea de pace între Franța și Germania.
În același timp, Marea Britanie refuza intrarea în CEE, avea mereu ideea de putere maritimă, nevrând să cedeze porțiuni de putere în mod gradual instituțiilor comunitare. A vrut să-și creeze propria piață comună și astfel a luat ființă EFTA în 1959, concepută drept rivală pentru CEE.

### Comemorări aniversare
Aniversările majore ale semnării Tratatului de la Roma au fost comemorate în numeroase moduri.

#### Monede comemorative
Monedele comemorative au fost lovite de numeroase țări europene, în special la aniversările a 30-a și a 50-a (1987 și, respectiv, 2007).

#### 2007 celebrări la Berlin
În 2007, sărbătorile au culminat la Berlin cu declarația de la Berlin care pregătește Tratatul de la Lisabona.

#### 2017 celebrări la Roma

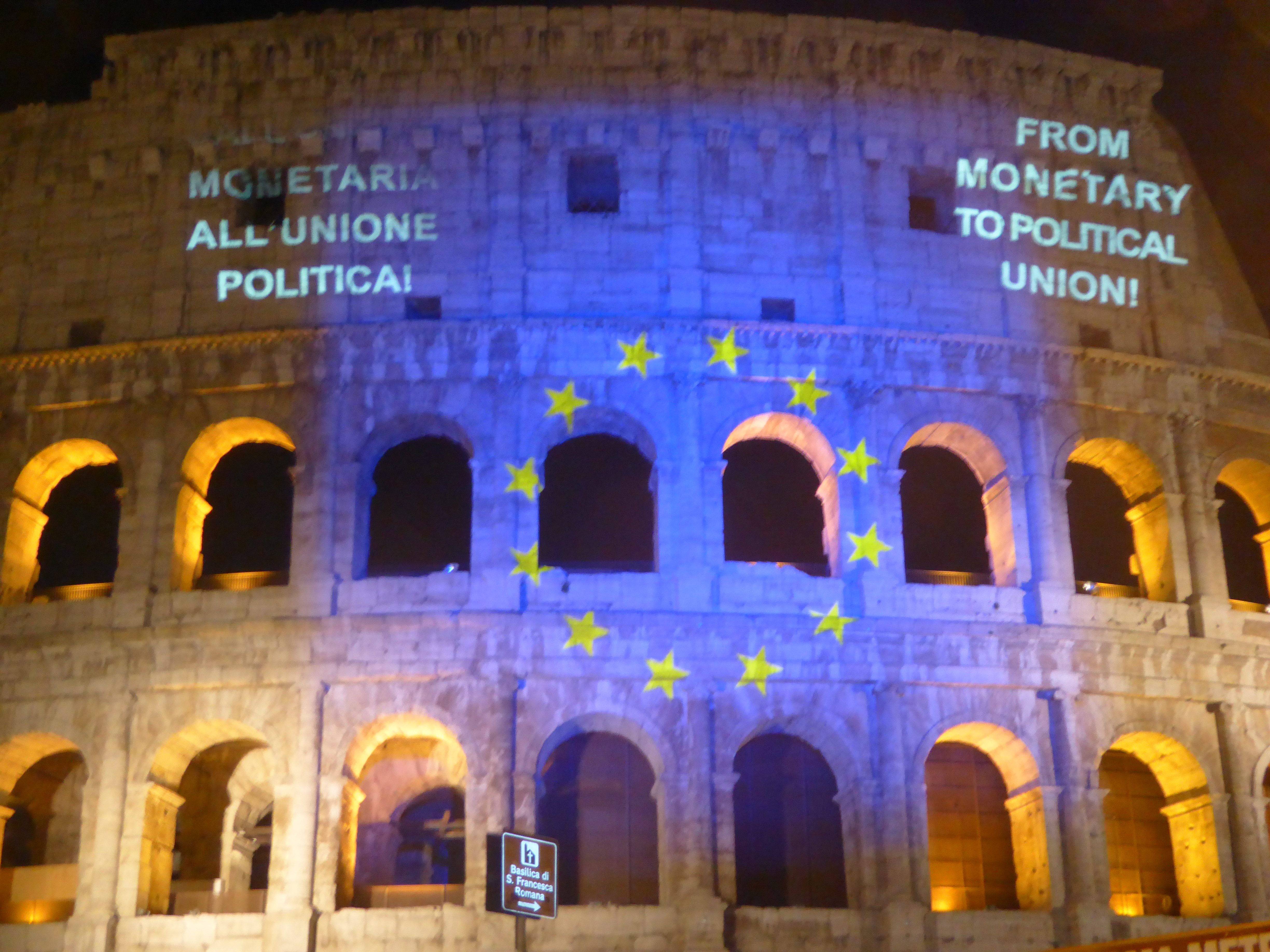
Unul dintre evenimente în pregătire pentru cea de-a 60-a aniversare: proiecția asupra Colosseum-ului de către Tinerii Europeni Federaliști

În 2017, Roma a fost centrul mai multor celebrări oficiale și populare. Demonstrațiile pe stradă au fost în mare parte în favoarea unității și integrării europene, potrivit unor surse de știri.
Tratatul cu privire funcționarea Uniunii Europene (2007) este unul dintre cele două tratate primare ale Uniunii Europene. Tratatul de la Roma a constituit baza detaliată a legislației Uniunii Europene, prin stabilirea sferei de aplicare a autorității Uniunii Europene.
Potrivit istoricului Tony Judt, Tratatul de la Roma nu a reprezentat un punct de cotitură fundamental pentru Istoria Uniunii Europene:
„Este important să nu exagerăm importanța Tratatului de la Roma. Aceasta a reprezentat, în cea mai mare parte, declarații a unor intenții bune pentru viitor... Cea mai mare parte s-a axat pe eleborarea unui mecanism pentru instituirea procedurilor destinate să stabilească și să aplice reglementările viitoare. Singurul aspect cu adevărat semnificativ  - a fost crearea, în temeiul articolului 177, a unei Curți Europene de Justiție, la care instanțele naționale ar prezenta dosare pentru judecarea finală - s-a dovedit extrem de importantă în deceniile următoare, însă nu a fost observată în mare măsură la acea dată”
.
| Semnat A intrat în vigoare Document | 1948 Tratatul de la Bruxelles                                   | 1951 1952 Tratatul de la Paris | 1954 1955 Tratatul de la Bruxelles modificat          | 1957 1958 Tratatele de la Roma                        | 1965 1967 Tratatul de fuziune                         | 1975 N/A Concluziile Consiliului European                          | 1985 Acordul de la Schengen                                        | 1986 1987 Actul unic european                                      | 1992 1993 Tratatul de la Maastricht                                | 1992 1993 Tratatul de la Maastricht | 1997 1999 Tratatul de la Amsterdam | 2001 2003 Tratatul de la Nisa | 2007 2009 Tratatul de la Lisabona | 2007 2009 Tratatul de la Lisabona |  |  |  |  |  |  |  |  |
|                                     |                                                                 |                                |                                                       |                                                       |                                                       |                                                                    |                                                                    |                                                                    |                                                                    |                                     |                                    |                               |                                   |                                   |  |  |  |  |  |  |  |  |
| Cei trei piloni ai Uniunii Europene |                                                                 |                                |                                                       |                                                       |                                                       |                                                                    |                                                                    |                                                                    |                                                                    |                                     |                                    |                               |                                   |                                   |  |  |  |  |  |  |  |  |
| Comunitățile Europene:              |                                                                 |                                |                                                       |                                                       |                                                       |                                                                    |                                                                    |                                                                    |                                                                    |                                     |                                    |                               |                                   |                                   |  |  |  |  |  |  |  |  |
|                                     | Comunitatea Europeană a Energiei Atomice (EURATOM)              |                                |                                                       |                                                       |                                                       |                                                                    |                                                                    |                                                                    |                                                                    |                                     |                                    |                               |                                   |                                   |  |  |  |  |  |  |  |  |
|                                     |                                                                 |                                | Comunitatea Europeană a Cărbunelui și Oțelului (CECO) | Comunitatea Europeană a Cărbunelui și Oțelului (CECO) | Comunitatea Europeană a Cărbunelui și Oțelului (CECO) | Comunitatea Europeană a Cărbunelui și Oțelului (CECO)              | Tratatul a expirat în 2002                                         | Tratatul a expirat în 2002                                         | Tratatul a expirat în 2002                                         |                                     | Uniunea Europeană (UE)             | Uniunea Europeană (UE)        |                                   |                                   |  |  |  |  |  |  |  |  |
|                                     |                                                                 |                                | Comunitatea Economică Europeană (CEE)                 |                                                       |                                                       |                                                                    |                                                                    |                                                                    |                                                                    |                                     | Uniunea Europeană (UE)             | Uniunea Europeană (UE)        |                                   |                                   |  |  |  |  |  |  |  |  |
|                                     |                                                                 |                                |                                                       | Regulile Schengen                                     |                                                       |                                                                    | Comunitatea Europeană (EC)                                         | Comunitatea Europeană (EC)                                         |                                                                    |                                     | Uniunea Europeană (UE)             | Uniunea Europeană (UE)        |                                   |                                   |  |  |  |  |  |  |  |  |
|                                     |                                                                 | TREVI                          | TREVI                                                 | TREVI                                                 | Justiție și afaceri interne (JHA)                     |                                                                    | Comunitatea Europeană (EC)                                         | Comunitatea Europeană (EC)                                         |                                                                    |                                     | Uniunea Europeană (UE)             | Uniunea Europeană (UE)        |                                   |                                   |  |  |  |  |  |  |  |  |
|                                     | Cooperarea polițienească și judiciară în materie penală (CPJMP) | TREVI                          | TREVI                                                 | TREVI                                                 | Justiție și afaceri interne (JHA)                     |                                                                    |                                                                    |                                                                    |                                                                    |                                     | Uniunea Europeană (UE)             | Uniunea Europeană (UE)        |                                   |                                   |  |  |  |  |  |  |  |  |
|                                     |                                                                 |                                |                                                       |                                                       | Cooperarea Politică Europeană (EPC)                   | Politica externă și de securitate comună a Uniunii Europene (PESC) | Politica externă și de securitate comună a Uniunii Europene (PESC) | Politica externă și de securitate comună a Uniunii Europene (PESC) | Politica externă și de securitate comună a Uniunii Europene (PESC) |                                     | Uniunea Europeană (UE)             | Uniunea Europeană (UE)        |                                   |                                   |  |  |  |  |  |  |  |  |
| Instituții neconsolidate            | Instituții neconsolidate                                        | Uniunea Vest-Europeană (UVE)   | Uniunea Vest-Europeană (UVE)                          | Uniunea Vest-Europeană (UVE)                          | Uniunea Vest-Europeană (UVE)                          | Uniunea Vest-Europeană (UVE)                                       | Uniunea Vest-Europeană (UVE)                                       |                                                                    |                                                                    |                                     |                                    | Uniunea Europeană (UE)        |                                   |                                   |  |  |  |  |  |  |  |  |
| Instituții neconsolidate            | Instituții neconsolidate                                        | Uniunea Vest-Europeană (UVE)   | Uniunea Vest-Europeană (UVE)                          | Uniunea Vest-Europeană (UVE)                          | Uniunea Vest-Europeană (UVE)                          | Uniunea Vest-Europeană (UVE)                                       | Uniunea Vest-Europeană (UVE)                                       | Tratatul a expirat în 2011                                         |                                                                    |                                     |                                    |                               |                                   |                                   |  |  |  |  |  |  |  |  |
|                                     |                                                                 |                                |                                                       |                                                       |                                                       |                                                                    |                                                                    |                                                                    |                                                                    |                                     |                                    | v • d • m                     |                                   |                                   |  |  |  |  |  |  |  |  |